# Mario and Donkey Kong: Minis on the Move
Mario and Donkey Kong: Minis on the Move (マリオ & ドンキーコング ミニミニカーニバル?, Mario & Donkī Kongu Minimini Kānibaru) è un videogioco rompicapo per Nintendo 3DS ed è il primo spin-off della serie Mario vs. Donkey Kong. È stato distribuito esclusivamente tramite il servizio di download Nintendo eShop il 9 maggio 2013 in Europa e Nord America e il 24 luglio in Giappone.